# Mario Farnbacher
Mario Farnbacher, (né le 14 mai 1992) à Ansbach en Allemagne est un  pilote de course automobile internationale allemand.

## Palmarès

### Résultats aux24 Heures de Daytona
| Année | Écurie                                   | Copilotes                                                                       | Voiture                | Classe | Tours | Pos. | Class Pos. |
| ----- | ---------------------------------------- | ------------------------------------------------------------------------------- | ---------------------- | ------ | ----- | ---- | ---------- |
| 2013  | Burtin Racing avec Goldcrest Motorsports | Jack Baldwin (en) Claudio Burtin (en) Martin Ragginger (de) Robert Renauer (de) | Porsche 911 GT3 Cup    | GT     | 672   | 18e  | 10e        |
| 2014  | Team Seattle/Alex Job Racing             | Ian James Marco Holzer Alex Riberas                                             | Porsche 911 GT America | GTD    | 639   | 34e  | 15e        |
| 2015  | Team Seattle/Alex Job Racing             | Ian James Alex Riberas                                                          | Porsche 911 GT America | GTD    | 233   | Abd. | Abd.       |
| 2016  | Team Seattle/Alex Job Racing             | Ian James Alex Riberas Wolf Henzler                                             | Porsche 911 GT3 R      | GTD    | 700   | 22e  | 8e         |
| 2017  | Riley Motorsports - Team AMG             | Ben Keating Jeroen Bleekemolen Adam Christodoulou                               | Mercedes-AMG GT3       | GTD    | 634   | 20e  | 3e         |
| 2018  | Michael Shank Racing avec Curb Agajanian | Lawson Aschenbach Côme Ledogar Justin Marks                                     | Acura NSX GT3          | GTD    | 741   | 31e  | 11e        |
| 2019  | Michael Shank Racing avec Curb Agajanian | Trent Hindman Justin Marks AJ Allmendinger                                      | Acura NSX GT3 Evo      | GTD    | 561   | 21e  | 5e         |
| 2020  | Michael Shank Racing avec Curb Agajanian | Matt McMurry Shinya Michimi (fi) Jules Gounon                                   | Acura NSX GT3 Evo      | GTD    | 747   | 28e  | 10e        |
| 2021  | Magnus Racing avec Archangel Motorsports | Andy Lally John Potter Spencer Pumpelly                                         | Acura NSX GT3 Evo      | GTD    | 736   | 33e  | 11e        |